# Carl Alvar Wirtanen
Carl Alvar Wirtanen (* 11. November 1910 in Kenosha, (Wisconsin, USA); † 7. März 1990 in Santa Cruz (Kalifornien)) war ein US-amerikanischer Astronom.
Wirtanen studierte Astronomie, Physik und Mathematik an der University of Virginia. 1939 erhielt er dort den Master-Titel, und war zunächst weiter am McCormick-Observatorium der University of Virginia tätig. Von 1941 bis 1978 war er Angestellter des Lick-Observatoriums der University of California auf Mt. Hamilton (Kalifornien), mit einer Unterbrechung im Zweiten Weltkrieg, während der er an Forschungen zur Ballistik teilnahm. Wirtanen war am Lick-Observatorium Beobachter und Forschungsassistent und unterstützte mehrere große Beobachtungsprogramme. 
Wirtanen entdeckte fünf Kometen, von denen der bekannteste der periodische Komet 46P/Wirtanen sein dürfte, und acht Asteroiden, darunter auch den Asteroiden (29075) 1950 DA, der im Jahre 2880 mit der Erde kollidieren könnte. Der Asteroid (2044) Wirt ist nach ihm benannt. Zusammen mit Charles Donald Shane, damals Direktor des Lick-Observatoriums, erstellte er eine Zählung von etwa 1 Million Galaxien des nördlichen Sternhimmels (Shane-Wirtanen-Galaxienzählung). In einem Satz von 1246 photographischen Platten, die ursprünglich zum Studium der Eigenbewegungen von Sternen gewonnen worden waren, zählten sie mit einfachsten Mitteln die Galaxien in 1,6 Millionen Feldern von je 10×10 Bogenminuten Größe und gewannen so eine Vorstellung von der großräumigen Verteilung von Galaxien im Universum.